# انریکا پیکولی
انریکا پیکولی (ایتالیایی: Enrica Piccoli؛ زادهٔ ۱۹ ژانویهٔ ۱۹۹۹) شناگر زن شنای موزون اهل ایتالیا است.
وی در مسابقات کشوری و بین‌المللی در مجموع برندهٔ ۱۰ مدال نقره، ۵ مدال برنز شده‌است.